# Privilegium de non appellando
Dentro do Sacro Império Romano, o privilegium de non appellando (privilégio de não apelar) era um privilégio que poderia ser concedido pelo imperador a uma propriedade imperial. Ele limitava o direito dos súditos de uma propriedade de apelar de casos de tribunais territoriais para qualquer um dos tribunais supremos imperiais, o Tribunal de Câmara Imperial (Reichskammergericht) ou o Conselho Áulico Imperial (Reichshofrat). O privilégio em si pode ser limitado ( imitatum) ou ilimitado (illimitatum). Quando ilimitado, efetivamente transformava o mais alto tribunal territorial em um tribunal de última instância.
O privilégio era muito valorizado pelas propriedades imperiais, tanto porque dava prestígio quanto porque promovia a integração de sua administração ao separar seu judiciário do resto do Império. Entre os séculos 16 e 18, praticamente todas as propriedades maiores receberam o privilégio. Quase todas as terras dos Habsburgos tiveram o privilégio.
Mesmo o privilégio ilimitado não era de fato absoluto. Não se aplicava quando um súdito não tinha direito a recorrer aos tribunais territoriais (recusa de justiça, Rechtsverweigerung) ou quando um governante se recusava a implementar uma decisão judicial (atraso da justiça, Rechtsverzögerung). Nesses casos, o assunto poderia ir a um tribunal imperial.